# 海外ウラン資源開発
海外ウラン資源開発株式会社（かいがいうらんしげんかいはつ、英語名 " Overseas Uranium Resources Development Co., Ltd. " ; OURD）は、日本で消費される原子燃料をニジェールやカナダから開発輸入していた会社。 2021年（令和3年）9月30日株主総会の決議により解散した。

## 沿革
- 1970年 - 鉱山会社、電力会社等32社の出資により設立。フランス原子力庁（後にコジェマ社が継承）、ニジェール政府と共に、ニジェールのアクータ鉱床の探鉱開発に参加した。
- 1978年 - アクータ鉱山が生産を開始し、日本初の自主開発ウラン輸入を担った。
- 1991年 - カナダに全額出資の現地子会社 " OURD（Canada）Co., Ltd. " を設立、 動力炉・核燃料開発事業団からカナダ・ミッドウエスト鉱床の権利移転を受け、経営に参加。
- 1993年3月 - カナダ・マクリーンレイク鉱山経営に参加。
- 1999年6月 - マクリーンレイク鉱山が生産を開始。[3][4]
- 2021年9月30日 - 会社解散

## 批判
2002年に、" 9電力会社、核燃料メーカー、原発メーカーなどが出資して役員も派遣、役員は仕事をする訳でもなく名前だけで高給を取っている、これは核燃料代金として各電力会社が負担、即ち総括原価方式により、全部国民が支払っている家庭用電力料金に加算され、国民が電力料金で負担している "、との指摘がされた。